# Agama sankaranica
Espèce
Agama sankaranica est une espèce de sauriens de la famille des Agamidae.

## Répartition
Cette espèce se rencontre au Sénégal, au Mali, en Guinée, en Côte d'Ivoire, au Ghana, au Burkina Faso, au Togo, au Bénin, au Nigeria et en Centrafrique. 
Sa présence est incertaine au Cameroun.

## Étymologie
Cette espèce est nommée en référence au lieu de sa découverte, Sankaran.

## Publication originale
- Chabanaud, 1918 : Étude complémentaire de deux Agama de l'Afrique occidentale et description de quatre espèces nouvelles de reptiles de la même région. Bulletin du Muséum d'Histoire Naturelle, Paris, vol. 24, p. 104-112 (texte intégral).